# Příštpo
Příštpo (en allemand : Przispach) est une commune du district de Třebíč, dans la région de Vysočina, en République tchèque. Sa population s'élevait à 248 habitants en 2024.

## Géographie
Příštpo se trouve à 3,7 km au sud-est du centre de Jaroměřice nad Rokytnou, à 16 km au sud-sud-est de Třebíč, à 43,5 km au sud-est de Jihlava, à 51 km à l'ouest-sud-ouest de Brno et à 157 km au sud-est de Prague.
La commune est limitée par Jaroměřice nad Rokytnouau sud, à l'ouest et au nord, par Radkovice u Hrotovic à l'est et par Rozkoš au sud.

## Histoire
La première mention écrite de la localité date de 1200.

## Transports
Par la route, Příštpo se trouve à 4 km de Jaroměřice nad Rokytnou, à 22 km de Třebíč, à 27 km de Jihlava, à 71 km de Brno et à 189 km de Prague.